# Jeanne de Léon
Jeanne de Léon, fille aînée d'Hervé VI de Léon, épouse en 1322 Olivier II de Rohan, veuf et en reçoit les terres de la paroisse de Baud. De cette union naissent deux fils :
- Josselin de Rohan, évêque de Saint-Malo, décédé en 1389
- Thibaud

Veuve en 1327, son père lui offre en dot les "Fiefs-de-Léon" qu'il tient dès 1323 de sa tante Amice de Léon épouse de Guillaume de la Roche-Moisan.
Elle épouse en secondes noces Jean Ier de Rougé, seigneur de Derval et en reçoit la châtellenie de Pontcallec. De cette union nait Bonabes IV, sire de Rougé et de Derval.
Elle est inhumée aux Carmes de Ploërmel avant 1337.